# 塩崎利雄
塩崎 利雄（しおざき としお、1944年 - ）は、日本の競馬評論家。元ジャパンホースサークル代表。2016年現在は株式会社GIプロジェクト・記者プロジェクトチーム部長（関東担当）。
その型破りな生き方から極道記者の異名をとり、自らが執筆した同名の自伝的小説が映画化されたこともある。

## 略歴
東京都出身。都立高専時代に競馬を覚え、1965年に東京スポーツへ入社。当初は競馬とは無関係の連絡員だったが、同年に競馬部門へ異動。同社のトラックマンとなり、1970年～1976年にインタビュー「塩崎利雄のジョッキー訪問」でホストを務める。
1982年に東京スポーツを退社。ケイシュウニュースを経て、その後は1986年から日刊ゲンダイ紙上で、自らの馬券生活を題材としたリアルタイム小説『止まり木ブルース』を連載して人気を博す（2020年現在も連載継続中）。また、ケイシュウニュースに属していた縁で、主要重賞のある度に予想コラム「行きの戎、帰りの閻魔」を同紙に寄稿していた。
2000年に馬券予想会社・ジャパンホースサークルを設立。同社代表のほか、『ラジオ日本 日曜競馬実況中継』のレース解説などを務めた。2014年5月にジャパンホースサークルがGIプロジェクトに吸収合併されたため、それに伴い同社勝ち馬投票支援事業部所属となる。
2008年まで雑誌『馬券ブレイク!』（クレイヴ出版事業部）の“責任編集”としてクレジットされていたが、実際は編集作業には携わらず、対談記事への登場やコラム執筆にとどまっていた。

## 書籍
- 極道記者シリーズ
- 止まり木ブルースシリーズ
- 実録 極道記者（2007年、祥伝社）ISBN 9784396411008

## 映画化
- 極道記者 (映画)（1993年）
- 極道記者2 馬券転生編（1994年）
- 新・極道記者 逃げ馬伝説（1996年）